# 查氏副獅子魚
查氏副獅子鱼，为輻鰭魚綱鮋形目杜父魚亞目狮子鱼科的其中一種。分布於東北大西洋Porcupine Basin，屬深海底棲性魚類，棲息在水深2000至2100公尺的海域，生活習性不明。